# Симановская, Вера Александровна
Вера Александровна Симановская (род. 13 ноября 1997 года, Коломна, Московская область) — российская футболистка, защитница клуба «Зенит» и сборной России.

## Карьера

### Клубная
Дебютировала в чемпионате России 27 сентября 2015 года в составе «Россиянки» в матче против «Чертаново», выйдя на замену на 84-й минуте матча вместо Натальи Машиной. Всего в своём первом сезоне сыграла 2 матча, а её команда стала серебряным призёром.
Весной 2016 года перешла в ЦСКА. Первую игру провела 29 апреля 2016 года против «Чертаново». 21 мая 2016 года забила свой первый гол в чемпионате в ворота «Кубаночки» (2:1) на 54-й минуте, сравняв счёт. 6 августа 2016 года в 1/8 финала Кубка России против московского «Торпедо» вывела команду в качестве капитана и сделала свой первый дубль в карьере, сравняв счёт на 90-й минуте матча и забив победный гол в первом дополнительном тайме на 96-й минуте. Провела в армейском клубе четыре сезона, за это время становилась чемпионкой (2019) и обладательницей Кубка России (2017).
В 2020 году перешла в петербургский «Зенит». Бронзовый призёр чемпионата России 2021 года. Чемпион России 2022, 2023 и 2024 годов. На момент окончания сезона 2023 провела больше всех матчей за «Зенит» (81 матч в чемпионате + 11 матчей в кубке + 1 матч в суперкубке).

### В сборной
16 апреля 2013 года дебютировала в сборной России (до 17) в товарищеском матче против сборной Албании (12:0) и провела полный матч. 13 сентября 2014 года дебютировала в сборной России (до 19) в матче отборочного раунда чемпионата Европы до 19 лет против сборной Белоруссии (9:0), выйдя на замену 59-й минуте матча вместо Ольги Черновой. Всего за сборные младших возрастов сыграла не менее 25 матчей.
14 июня 2021 года дебютировала в национальной сборной России в товарищеском матче против Финляндии.

## Достижения
- Чемпионка России: 2019, 2022, 2023
- Серебряный призер чемпионата России: 2015
- Обладательница Кубка России: 2017
- Обладательница Суперкубка России: 2023